# 拉凱

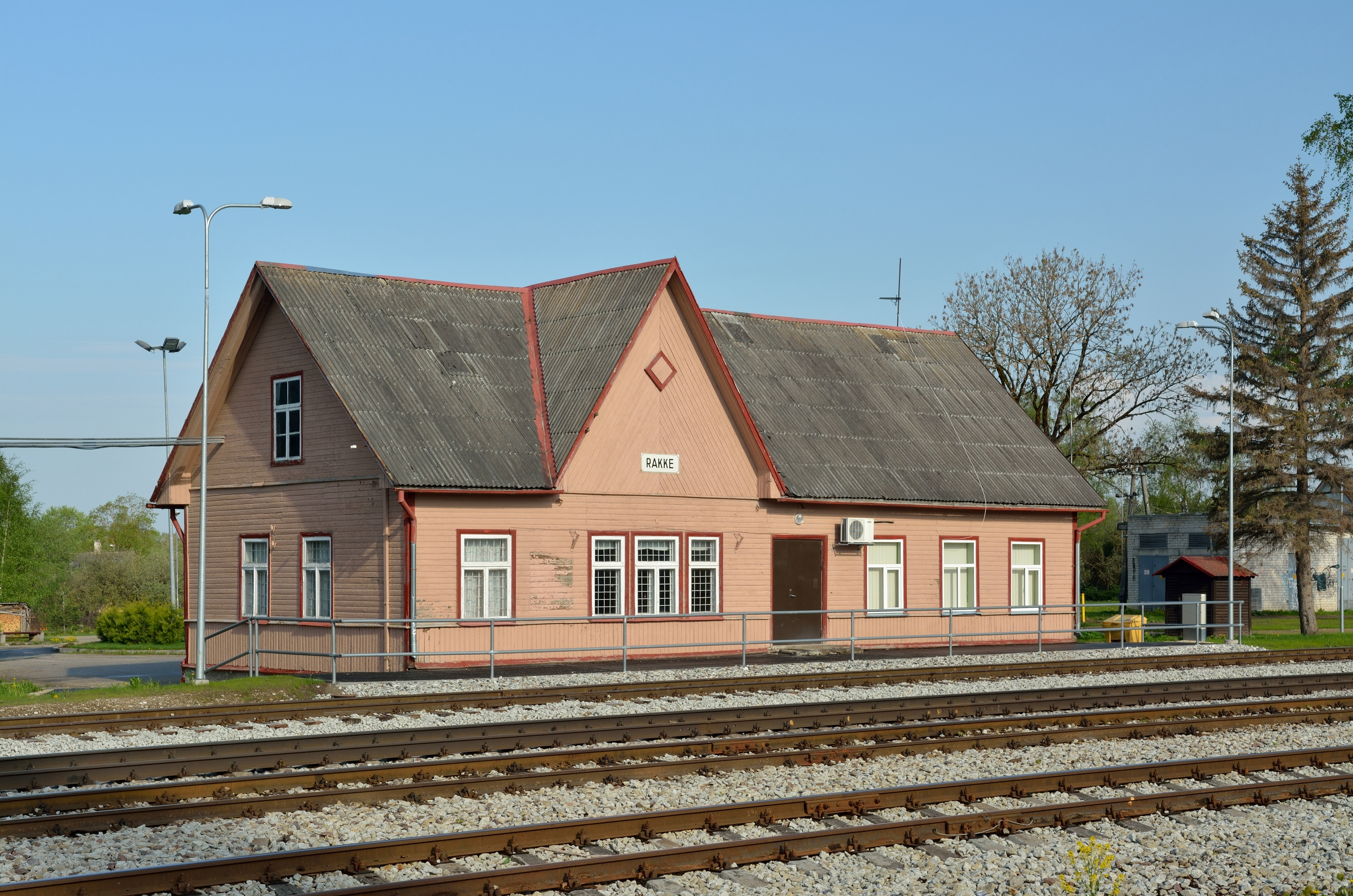
拉凱火车站

拉凱，是愛沙尼亞西維魯縣小馬爾亞市鎮内的小鎮，處於首都塔林東南面100公里，海拔高度104米，2012年該小鎮人口1,045。
2017年爱沙尼亚行政改革之前拉凱是原拉凱市镇的行政中心。
58°59′11″N 26°14′50″E / 58.98639°N 26.24722°E